# Cantá
Cantá é um município brasileiro do estado de Roraima, integrante da Região Metropolitana de Boa Vista. Sua população, de acordo com estimativas do Instituto Brasileiro de Geografia e Estatística (IBGE), é de 18 799 habitantes em 2019.

## História
No início da década de 1950, foi criada através da Divisão de Produção Terras e Colonização (DPTC) a Colônia Brás de Aguiar que tinha como objetivo produzir gêneros alimentícios para o mercado consumidor de Boa Vista. É importante citar que antes disso toda região da serra do Cantá era habitada por índios. O município foi criado a partir da lei nº 009, de 17 de outubro de 1995 com terras dos municípios de Bonfim e Caracaraí.

## Geografia
Em 2020 , o município possui uma população de 18 799 habitantes, e uma área territorial de 7.664,831 km², o que resulta em uma densidade demográfica de 2,39 hab/km². Sua participação em relação ao estado é de 3,41% e a participação de povos indígenas em relação ao total do município é de 5,40%.

### Localidades principais
Segue uma relação de das principais localidades não-indígenas do município e suas respectivas populações segundo o Censo de 2010.
- 2.257 habitantes - Cantá (sede)
- 167 habitantes - Vila São Raimundo
- 677 habitantes - Vila Félix Pinto

A Vila Félix Pinto foi criada no início da década de 1990 inserido no projeto de assentamento agrícola da Confiança III, sua economia gira em torno do funcionalismo público,comércio, agricultura e pecuária. Dentro dela podemos destacar os trabalhos das seguintes entidades: Escola Estadual Professora Genira Brito Rodrigues, Escola Municipal Ana Maria de Lurdes Oliveira, as igrejas católica, Assembleia de Deus e Adventista.
- 83 habitantes - Vila do Aguiar
- 236 habitantes - Vila União
- 239 habitantes - Vila Santa Rita
- 465 habitantes - Vila Central
- 404 habitantes - Vila Serra Grande II
- 252 habitantes - Vila Serra Grande I
- 566 habitantes - Vila Santa Cecília

### Clima
O clima do município é de tipo quente e semiúmido. Conta com um período de 5 a 6 meses secos e duas estações bem distintas: verão, que é a época de seca; e inverno, que é definida como a época de chuva. A época de seca vai do mês de outubro ao mês de março, e a época de chuvas se prolonga do mês de abril ao mês de setembro.
A temperatura média anual é de 27,5 °C e a precipitação pluviométrica do município é de 1.750 a 2.000 mm. Já no solo, predomina o relevo plano, que representa cerca de 70% da área; as elevações isoladas, representando 10%; e também áreas com relevo fortemente ondulado, cujas são representadas por 20% da área. O município de Cantá é banhado pelos rios Branco, Quitauaú e Baraúna. O município, em sua cobertura vegetal, possui florestas ombrófitas densas e áreas de contato (formação pioneira/floresta).

### Limites
- Norte: Municípios de Boa Vista e Bonfim
- Sul: Município de Caracaraí
- Leste: Município de Bonfim
- Oeste: Municípios de Boa Vista, Mucajaí e Iracema

## Organização Político-Administrativa
O Município de Cantá possui uma estrutura político-administrativa composta pelo Poder Executivo, chefiado por um Prefeito eleito por sufrágio universal, o qual é auxiliado diretamente por secretários municipais nomeados por ele, e pelo Poder Legislativo, institucionalizado pela Câmara Municipal de Cantá, órgão colegiado de representação dos munícipes que é composto por 9 vereadores também eleitos por sufrágio universal.

### Atuais autoridades municipais de Cantá
- Prefeito: André Castro - PP (2025/2028)[8]
- Vice-prefeito: Ronald Brasil - Republicanos(2025/2028)[8]
- Presidente da câmara: Wanessa Lobo de Matos - Republicanos (2025/-)[9]

## Economia

### Produto Interno Bruto
- Valor adicionado na agropecuária - R$ 7.141.000
- Valor adicionado na indústria - R$ 836.000
- Valor adicionado no serviço - R$ 33.215.000
- APU - R$ 26.992.000
- DUMMY - R$ 0
- Impostos - R$ 69.000.000
- PIB - R$ 41.262.000
- PIB per capita - R$ 4.040

## Atrações turísticas
- O município de Cantá também possui suas belezas naturais. Uma das principais é a Serra Grande, ideal para a pratica de esportes radicais, como o alpinismo e trilha. A Serra Grande possui quedas d'água que, durante a época das chuvas, se transformam na bela cachoeira Véu de Noiva.
- O município também é reconhecido como a capital do abacaxi. A safra é comemorada com a Festa do Abacaxi, que pela tradição acontece sempre no mês de dezembro. Um outro evento de grande destaque é a festa do Milho na Serra Grande I e da Mandioca na Vila Fonte Nova.Entre as três vilas citadas ainda encontramos a Fazenda Castanhal com o turismo rural.